# Żelazian(VI) potasu
Żelazian(VI) potasu, żelazian potasu, K
2FeO
4 – nieorganiczny związek chemiczny, sól potasowa kwasu żelazowego (nieistniejącego w stanie wolnym). Ta fioletowa sól stanowi rzadki przypadek związku żelaza na VI stopniu utlenienia. Zwykle pierwiastek ten tworzy połączenia na stopniu utlenienia II lub III. Z uwagi na bardzo wysoki stopnień utlenienia żelaza anion FeO2−
4 jest silnym utleniaczem. Żelazian potasu znajduje zastosowanie w tzw. zielonej chemii, ponieważ produktami ubocznymi jego użycia są stosunkowo obojętne dla środowiska tlenki żelaza, a pozostałości samego związku szybko rozkładają się w wodzie (w odróżnieniu np. od dichromianów, które mogą pozostawać w środowisku dłużej i mają m.in. działanie kancerogenne). Duża nietrwałość w roztworach wodnych stanowi jednak poważny problem w próbach stosowania żelazianu potasu w laboratoriach oraz przemyśle. Nadto do niektórych procesów jego zdolności utleniające są zbyt duże.

## Reakcje redoks i ich zastosowanie
W postaci suchego ciała stałego żelazian potasu jest stabilny. W wodzie ulega rozkładowi z wydzieleniem tlenu, proces znacząco przyspiesza w przypadku zakwaszenia. Roztwór o głębokiej, fioletowej barwie przypomina fizycznie i chemicznie roztwór nadmanganianu potasu (KMnO
4), lecz stanowi silniejszy utleniacz.
Wysoka zdolność utleniająca i biologiczne bezpieczeństwo stosowania sprawiły, że wykorzystuje się go np. w oczyszczaniu ścieków ze związków organicznych oraz biocydów. W syntezie organicznej bywa używany do utleniania alkoholi pierwszorzędowych.
Zwraca uwagę możliwość jego wykorzystania jako materiału katodowego w bateriach.

## Budowa i synteza

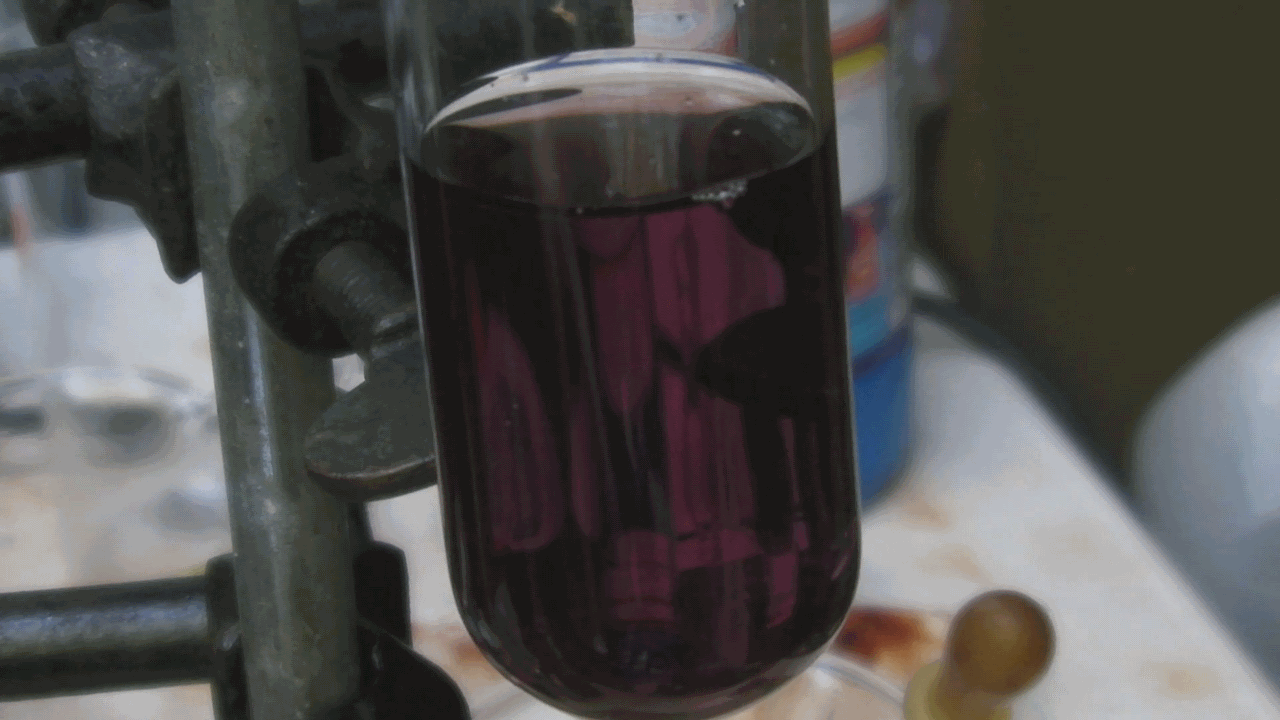
Surowy roztwór wodny żelazianu potasu otrzymany przez ogrzewanie KNO3 z pyłem żelaza i wyługowanie produktu

Związek jest izostrukturalny z takimi solami, jak K
2MnO
4, K
2CrO
4 i K
2SO
4. Sieć krystaliczna składa się z jonów potasowych oraz tetraedrycznych anionów FeO2−
4, przy czym odległość Fe−O wynosi 1,66 Å.
Powstawanie fioletowego roztworu podczas ługowania pozostałości po spaleniu mieszaniny azotanu sodu (saletry chilijskiej) i pyłu żelaznego jako pierwszy opisał Georg Ernst Stahl. Później Edmond Frémy odkrył, że połączenie wodorotlenku potasu i tlenku żelaza(III) na powietrzu daje związek rozpuszczalny w wodzie o właściwościach podobnych do nadmanganianu potasu.
Obecnie w laboratorium wykorzystuje się głównie metodę otrzymywania żelazianu przez utlenianie alkalicznego roztworu jonów Fe3+
 za pomocą podchlorynów, np. NaClO.